# Хэнкок, Барбара
Барбара Хэнкок (англ. Barbara Hancock, род. 21 ноября 1949, Атланта, США) — американская актриса и танцовщица. Свою карьеру она начала в качестве солистки балета Харкнесс, после чего стала принимать участие в бродвейских постановках. В 1968 году Хэнкок получила роль в мюзикле «Радуга Финиана», которая принесла ей номинацию на «Золотой глобус». В дальнейшем она сыграла ещё несколько небольших ролей в кино, после чего преподавала в различных танцевальных студиях.